# Çorlu
Çorlu (pron. [ˈt͡ʃoɾlu]; dal greco: Τζίραλλον, Tzírallon, latino classico: Sȳrallo, latino ecclesiastico: Zōrolus) è una città della Provincia di Tekirdağ, in Turchia.